# Aralehalli, Shikarpur
Aralehalli là một làng thuộc tehsil Shikarpur, huyện Shimoga, bang Karnataka, Ấn Độ.